# Allium gillii
Allium gillii är en amaryllisväxtart som beskrevs av Per Erland Berg Wendelbo. Allium gillii ingår i släktet lökar, och familjen amaryllisväxter. Inga underarter finns listade i Catalogue of Life.